# Citrogramma
Citrogramma là một chi ruồi trong họ Syrphidae.